# Liste der Kulturdenkmale in Bous-Waldbredimus
In der Liste der Kulturdenkmale in Bous-Waldbredimus sind alle Kulturdenkmale der luxemburgischen Gemeinde Bous-Waldbredimus aufgeführt (Stand: 15. Juli 2025).

## Kulturdenkmal nach Ortsteil

### Bous
| Bild           | Bezeichnung                      | Lage                         | Beschreibung | Stufe | Eingetragen seit |
| -------------- | -------------------------------- | ---------------------------- | ------------ | ----- | ---------------- |
| Weitere Bilder | Historischer Pfad („Kierchepad“) | rue de Luxembourg (Karte)    |              | PCN   | 11. Februar 2022 |
|                | Gebäude                          | 1, montée des Vignes (Karte) |              | PCN   | 21. Mai 2024     |
| Gebäude        | Gebäude                          | 1, montée des Vignes (Karte) |              | IS    | 26. März 2019    |

### Rolling
| Bild                                                | Bezeichnung                                         | Lage                    | Beschreibung | Stufe | Eingetragen seit |
| --------------------------------------------------- | --------------------------------------------------- | ----------------------- | ------------ | ----- | ---------------- |
| Gebäudekomplex „Rollenger Millen“ (Rollinger Mühle) | Gebäudekomplex „Rollenger Millen“ (Rollinger Mühle) | Rollengermillen (Karte) |              | PCN   | 6. Mai 2011      |

### Trintingen
| Bild           | Bezeichnung             | Lage                        | Beschreibung                                                       | Stufe | Eingetragen seit |
| -------------- | ----------------------- | --------------------------- | ------------------------------------------------------------------ | ----- | ---------------- |
| Weitere Bilder | Klauskapelle mit Umfeld | Klausberg (Karte)           |                                                                    | PCN   | 31. Mai 1991     |
| Weitere Bilder | Orgel der Marienkirche  | rue de l’Église (Karte)     | 1878 von der lothringischen Manufaktur Dalstein & Haerpfer gebaut. | PCN   | 23. August 2000  |
| Gebäude        | Gebäude                 | 24, rue de l’Eglise (Karte) |                                                                    | PCN   | 4. Februar 2005  |
| Weitere Bilder | Maria-Immaculata-Kirche | rue de l’Église (Karte)     |                                                                    | PCN   | 14. Oktober 2015 |

### Waldbredimus
| Bild           | Bezeichnung                                      | Lage                       | Beschreibung | Stufe | Eingetragen seit |
| -------------- | ------------------------------------------------ | -------------------------- | ------------ | ----- | ---------------- |
| Weitere Bilder | Kirche St-Sébastien mit Ausstattung und Friedhof | rue Wiltheim (Karte)       |              | PCN   | 27. Mai 1963     |
| Weitere Bilder | Pfarrhaus mit Umfeld                             | 31, rue Principale (Karte) |              | IS    | 19. Juli 1972    |

Legende: PCN – Immeubles et objets bénéficiant des effets de classement comme patrimoine culturel national; IS – Immeubles et objets inscrits à l’inventaire supplémentaire

## Quelle
- Liste des immeubles et objets beneficiant d’une protection nationales, Nationales Institut für das gebaute Erbe, Fassung vom 12. September 2022, S. 132 f. (PDF)

- Karte mit allen Koordinaten:
- OSM |
- WikiMap

Bad Mondorf |
Bartringen |
Bauschleiden |
Bech |
Beckerich |
Befort |
Berdorf |
Bettemburg |
Bettendorf |
Betzdorf |
Bissen |
Biwer |
Burscheid |
Bous-Waldbredimus |
Clerf |
Colmar-Berg |
Consdorf |
Contern |
Dalheim |
Diekirch |
Differdingen |
Dippach |
Düdelingen |
Echternach |
Ell |
Ernztalgemeinde |
Erpeldingen an der Sauer |
Esch an der Alzette |
Esch an der Sauer |
Ettelbrück |
Fels |
Feulen |
Fischbach |
Flaxweiler |
Frisingen |
Garnich |
Goesdorf |
Grevenmacher |
Grosbous-Wahl |
Habscht |
Heffingen |
Helperknapp |
Hesperingen |
Junglinster |
Käerjeng |
Kayl |
Kehlen |
Kiischpelt |
Koerich |
Kopstal |
Lenningen |
Leudelingen |
Lintgen |
Lorentzweiler |
Luxemburg |
Mamer |
Manternach |
Mersch |
Mertert |
Mertzig |
Monnerich |
Niederanven |
Nommern |
Parc Hosingen |
Petingen |
Préizerdaul |
Pütscheid |
Rambruch |
Reckingen/Mess |
Redingen/Attert |
Reisdorf |
Remich |
Roeser |
Rosport-Mompach |
Rümelingen |
Saeul |
Sandweiler |
Sassenheim |
Schengen |
Schieren |
Schifflingen |
Schüttringen |
Stadtbredimus |
Stauseegemeinde |
Steinfort |
Steinsel |
Strassen |
Tandel |
Ulflingen |
Useldingen |
Vianden |
Vichten |
Waldbillig |
Walferdingen |
Weiler zum Turm |
Weiswampach |
Wiltz |
Winseler |
Wintger |
Wormeldingen